# Plenderlesseekopf
De Plenderlesseekopf is een 2590 meter hoge bergtop in de Stubaier Alpen in het Oostenrijkse Tirol.
De berg ligt in de subgroep Zuidelijke Sellrainer Bergen nabij het wintersportoord Kühtai in de gemeente Silz tussen de Obere Plenderlessee en de Mittlere Plenderlessee in. In de bergkam die naar het oosten loopt ligt als eerst naburige top de Gaiskogel (2820 meter).
Nabij de top van de berg is het bergstation van de Drei-Seen-Bahn gelegen. Beklimming van de Plenderlesseekopf begint vaak bij het bergstation. Vlak onder dit bergstation, iets naar het zuidwesten, is de Drei-Seen-Hütte (2311 meter) gelegen, dat het dichtstbijzijnde steunpunt voor bergbeklimmers en wandelaars is.